# Burgueta

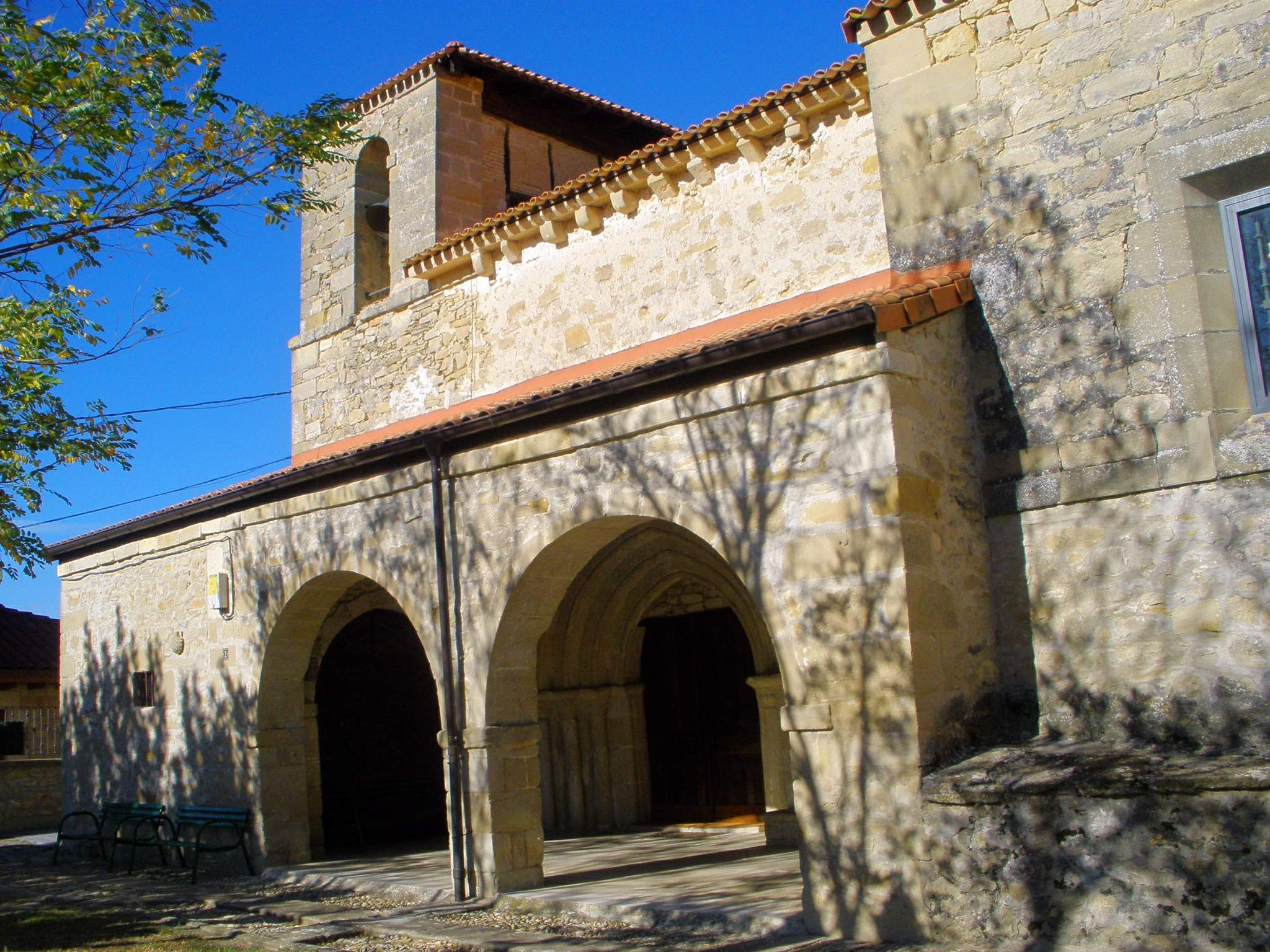
Iglesia de San Martín de Burgueta

Burgueta (Burgeta en euskera) es una localidad del municipio burgalés de Condado de Treviño, en la comunidad autónoma de Castilla y León (España). 
La iglesia está dedicada a san Martín.

## Localidades limítrofes
Confina con las siguientes localidades:
- Al noreste con La Puebla de Arganzón.
- Al este con Pangua.
- Al sur con Lacervilla.
- Al suroeste con Estavillo.
- Al oeste con Manzanos.
- Al noroeste con Leciñana de la Oca.

## Demografía
Evolución de la población
| Gráfica de evolución demográfica de Burgueta entre 2000 y 2017     |
|                                                                    |
| Población de derecho (2000-2017) según el padrón municipal del INE |

## Historia
Así se describe a Burgueta en el tomo IV del Diccionario geográfico-estadístico-histórico de España y sus posesiones de Ultramar, obra impulsada por Pascual Madoz a mediados del siglo XIX:

Aldea en la provincia, audiencia territorial y capitanía general de Burgos (16 leguas), partido judicial de Miranda de Ebro (2 ½), diócesis de Calahorra (18) y ayuntamiento de Treviño (2), con un alcalde pedáneo para su gobierno interior. Situada al pie de una sierra combatida por todos los vientos, y con clima sano. Cuenta 10 casas, la iglesia dedicada a San Martín, y una fuente de cristalinas aguas. Confina con la Puebla de Arganzón, Pangua y Leciñana, distante de ¼ a ½ legua; a pocos pasos hay una venta bastante deteriorada conocida también con el nombre de Burgueta, y un pequeño monte poblado de robles; su terreno de mediana calidad y a propósito para el cultivo de cereales; le riegan las aguas del Zadorra, el cual pasa por la derecha a ¼ de legua y da movimiento a un nuevo molino; sus caminos en mediano estado conducen a los pueblos limítrofes, y la correspondencia la recibe de la administración de Miranda, por medio del valijero que va a la puebla de Arganzón todos los días. Producciones: trigo, cebada, maíz, centeno y legumbres. Población: 6 vecinos, 22 almas. Contribución: con el ayuntamiento.
Diccionario geográfico-estadístico-histórico de España y sus posesiones de Ultramar